# Eumyrmococcus lamondicus
Eumyrmococcus lamondicus är en insektsart som beskrevs av Williams 1998. Eumyrmococcus lamondicus ingår i släktet Eumyrmococcus och familjen ullsköldlöss. Inga underarter finns listade i Catalogue of Life.